# Amphoe Khuan Kalong
Amphoe Khuan Kalong (thailändisch อำเภอ ควนกาหลง) ist ein Landkreis (Amphoe – Verwaltungs-Distrikt) in der  Provinz Satun. Die Provinz Satun liegt im Westen der Südregion von Thailand an der Westküste der Malaiischen Halbinsel.

## Geographie
Benachbarte Landkreise und Gebiete sind (von Norden im Uhrzeigersinn): Amphoe Palian der Provinz Trang, Amphoe Pa Bon der Provinz Phatthalung, die Amphoe Rattaphum, Hat Yai, Khlong Hoi Khong und Sadao der Provinz Songkhla sowie Amphoe Khuan Don, Amphoe Tha Phae, Amphoe La-ngu und Amphoe Manang in der Provinz Satun.

## Geschichte
Khuan Kalong wurde am 1. Juni 1969 zunächst als Kleinbezirk (King Amphoe) eingerichtet, indem die drei Tambon Thung Nui, Pae-ra und Tha Phae vom Amphoe Mueang Satun abgetrennt wurden.
Am 8. September 1976 bekam Khuan Kalong den vollen Amphoe-Status.
Am 1. Juni 1976 wurden die zwei südwestlichen Tambon des Landkreises vom Amphoe Tha Phae abgetrennt. 1996 wurde der nordwestliche Teil abgetrennt, um daraus Amphoe Manang zu bilden.

## Sehenswürdigkeiten
- Panan-Wasserfall – in Tambon Thung Nui, 38 km von Khuan Kalong entfernt mit ganzjähriger Wasserführung aus den Ka-Ming-Bergen
- Than-Sawan-Wasserfall – fünfstufiger Wasserfall in Tambon Khuan Kalong, etwa 12 km vom Landkreisamt entfernt
- Wildschutzgebiet Khao Banthat (เขตรักษาพันธุ์สัตว์ป่าเขาบรรทัด)[3]
- Wildschutzgebiet Don Ngachang (เขตรักษาพันธุ์สัตว์ป่าโตนงาช้าง)[4]
- Waldschutzgebiet Namtok Thara Sawan (วนอุทยานน้ำตกธาราสวรรค์)[5]

## Verwaltung
Provinzverwaltung
Amphoe Khuan Don ist in drei Unterbezirke (Tambon) eingeteilt, welche weiter in 31 Dorfgemeinschaften (Muban) unterteilt sind.
| Nr. | Name         | Thai     | Muban | Einw.  |
| --- | ------------ | -------- | ----- | ------ |
| 1.  | Thung Nui    | ทุ่งนุ้ย     | 12    | 10.873 |
| 2.  | Khuan Kalong | ควนกาหลง | 11    | 13.881 |
| 3.  | Udai Charoen | อุใดเจริญ  | 08    | 08.285 |

Lokalverwaltung
Jeder der drei Tambon wird von einer „Tambon-Verwaltungsorganisation“ (TAO, องค์การบริหารส่วนตำบล) verwaltet.